# Lotte Garnich
Charlotte „Lotte“ Garnich, geb. Friedberg, (* 20. Mai 1881 in Leipzig; † 1939) war eine deutsche Politikerin (DVP).

## Leben
Die Tochter des nationalliberalen Politikers Robert Friedberg und der Thekla, geb. Friedmann, besuchte die Höhere Mädchenschule in Halle und studierte Volkswirtschaft an der Universität Halle. Während des Ersten Weltkrieges arbeitete sie als Referentin im Kriegspresseamt.
Nach der Novemberrevolution gehörte sie mit ihrem Ehemann Hugo Garnich zu den Mitbegründern der Deutschen Volkspartei (DVP).
Von 1919 bis 1921 war sie Mitglied der Verfassunggebenden Preußischen Landesversammlung. Im Februar 1921 wurde sie als Abgeordnete in den Preußischen Landtag gewählt, dem sie bis 1924 angehörte. Im Parlament vertrat sie den Wahlkreis 3 (Potsdam II).